# Oz-en-Oisans
Ne doit pas être confondu avec Oz (Isère).
Oz-en-Oisans [oz ɑ̃(n‿)wazɑ̃] est une station de sports d'hiver de France située en Isère. Située sur le territoire communal d'Oz dont le village se trouve dans la vallée à 870 mètres d'altitude, la station située sur les pentes des Grandes Rousses à 1 350 mètres d'altitude est intégrée au domaine skiable de l'Alpe d'Huez.

## Géographie

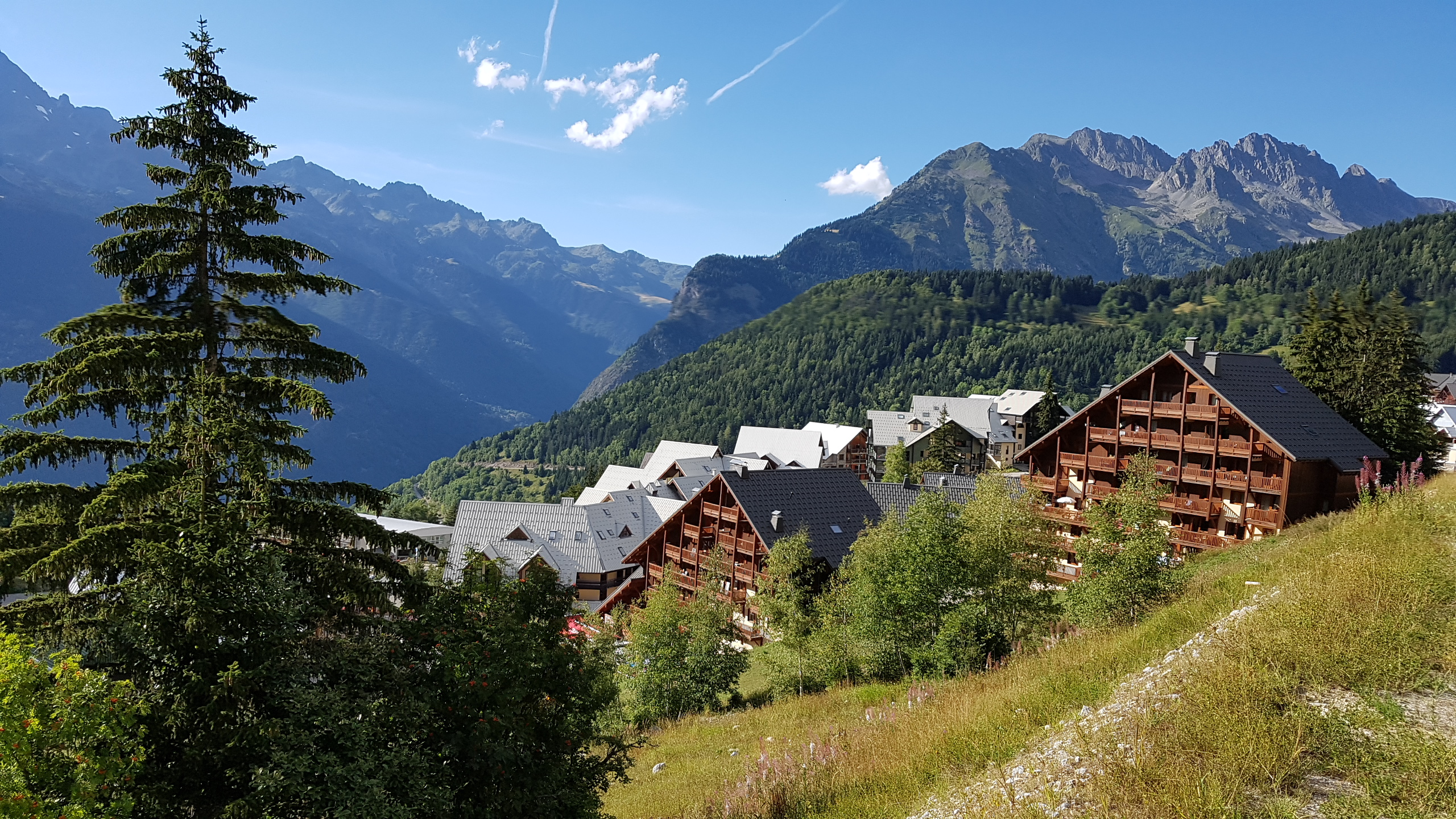
Vue de la station avec le Rissiou et la chaîne de Belledonne.

## Histoire

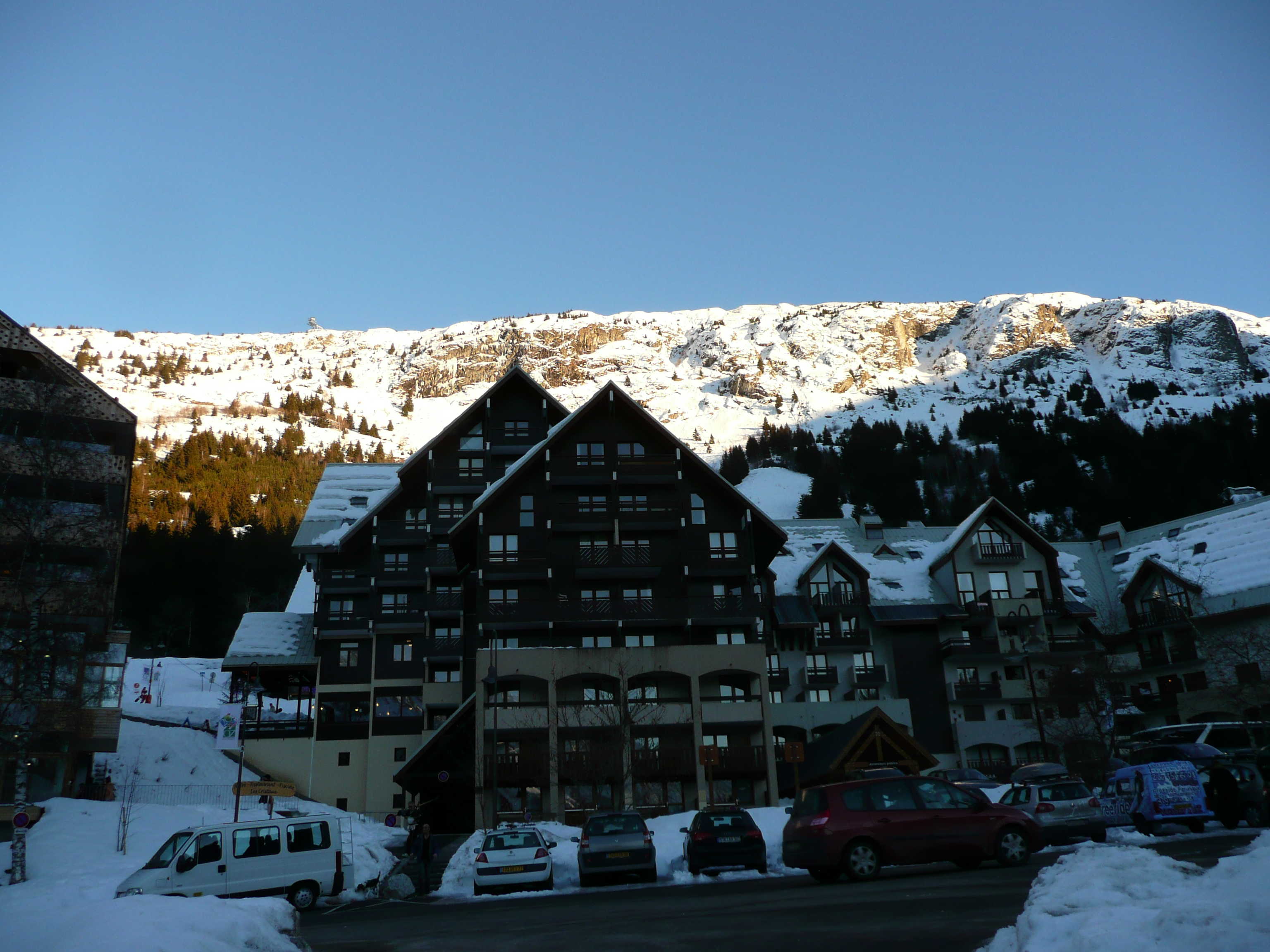
La station en hiver.

La station d'Oz-en-Oisans était autrefois appelée la station d'Olmet. Elle est située à 1400 mètres d'altitude dans une combe orientée au nord, ce qui permet de protéger la neige. La station est assez bien intégrée avec une architecture correcte complétée par de récents chalets. Il est important de relever que depuis Grenoble, c'est la porte d'entrée la plus rapide pour atteindre le domaine skiable de l'Alpe d'Huez et découvrir le massif des Grandes Rousses. Cette station est aussi très active l'été puisqu'elle est particulièrement impliquée dans le développement du VTT en montagne. 
La mise en service récente de la télécabine de L'Eau D'Olle Express (2020)facilite encore la liaison avec les différentes stations comme l'Alpe d'Huez ou Vaujany. Cette remontée est considérée comme un transport urbain reliant les communes d'Allemond et Oz-en-Oisans.
Cette station de montagne familial se développe sous la forme de station intégrée piétonne. En effet, le centre station est exclusivement réservé aux piétons. De nombreux aménagements ont été créés pour que tous les commerces, services et restaurants se situent à proximité du lieu de résidence des touristes.

## Activités

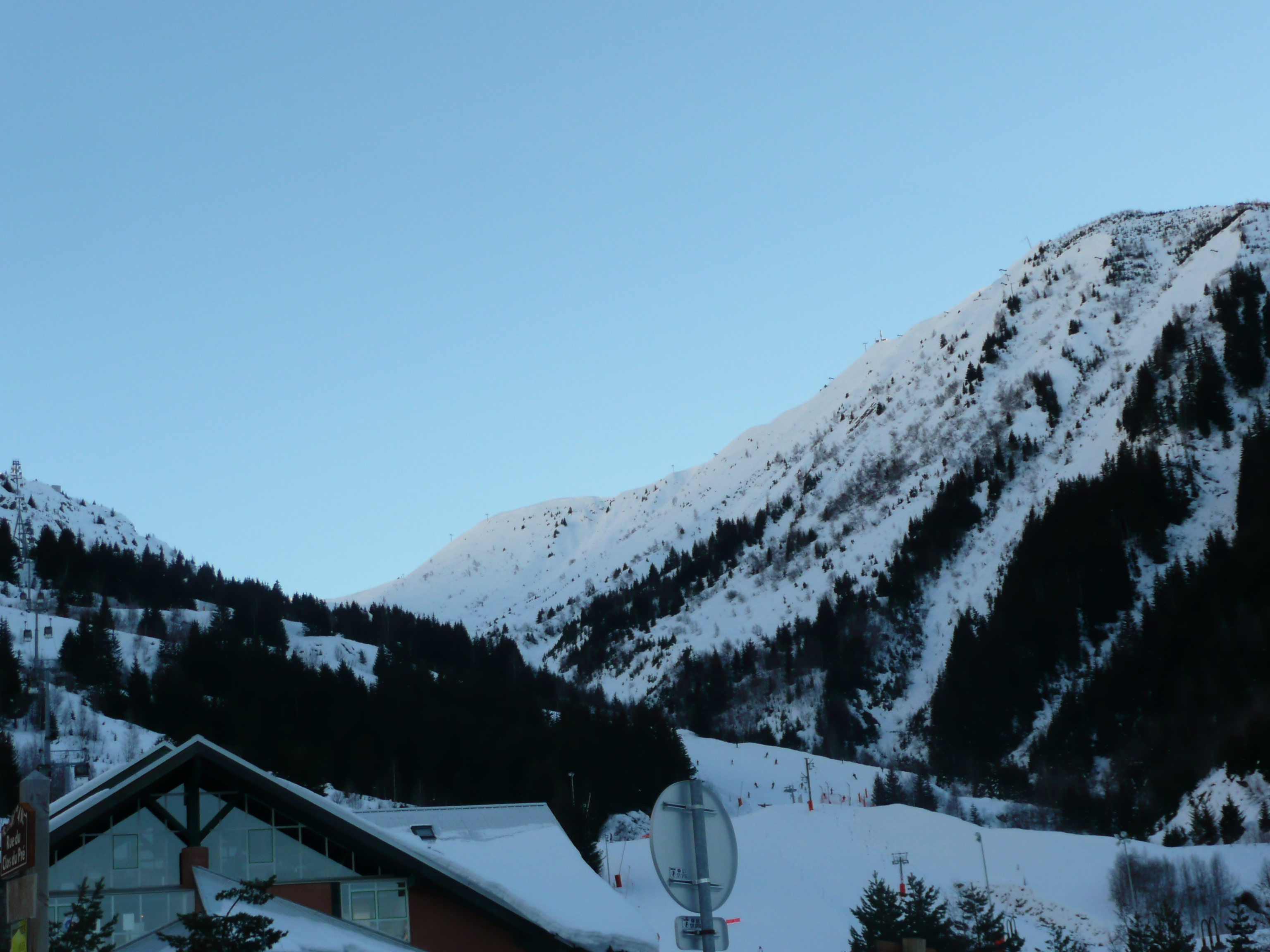
Vue depuis la station en direction du col du Poutran et de l'Alpe d'Huez.

La station permet la pratique du ski alpin et du ski de fond, de l'escalade sur glace, de l'alpinisme. Elle comporte également des salles de sport, un mur d'escalade, une piscine, etc.